# Паликур (язык)
Паликур (Paikwene, Palicur, Palijur, Palikúr, Palikour, Palincur, Paricores, Paricuria, Parikurene, Parinkur-lene) — аравакский язык, на котором говорит народ паликур, который проживает в штате Амапа (берега реки Урукауа, право-бережный приток реки Уаса между реками Уаса и Курипи, в муниципалитете Ояпоке, общины Терра-Инджижена-Уаса I и II, в 10 деревнях) в Бразилии и на центральном побережье и на низменности реки Ояпок во Французской Гвиане.